# Sega Classics Arcade Collection
Sega Classics Arcade Collection är en samlingskassett till Mega-CD, som innehåller porterade versioner av arkadspel. Kassetten såldes i två olika varianter, först med 4 spel på 1 kassett, sedan med 5 spel på 1 kassett.

## Spel
- Columns
- Golden Axe
- The Revenge of Shinobi
- Streets of Rage
- Super Monaco GP (på 5 i 1-utgåvan)

### Fotnoter
1. ↑  GameFAQs. ”Sega Classics Arcade Collection 4-in-1”. Arkiverad från originalet den 4 maj 2009. https://web.archive.org/web/20090504121903/http://www.gamefaqs.com/console/ps2/data/587917.html. Läst 9 juni 2014.
2. ↑  GameFAQs. ”Sega Classics Arcade Collection 5-in-1”. Arkiverad från originalet den 28 juni 2009. https://web.archive.org/web/20090628230428/http://www.gamefaqs.com/console/ps2/data/587918.html. Läst 9 juni 2014.